# Kazimír Bytomský
Kazimír Bytomský (polsky Kazimierz bytomski, německy Kasimir II. von Cosel und Beuthen; 1253/1257 – 10. března 1312) byl spolu s bratrem Boleslavem opolským knížetem (1281/1282–1284), samostatně pak bytomským knížetem (1284–1312).

## Život
Byl druhým synem Vladislava I. Opolského a jeho manželky Eufemie, dcery velkopolského knížete Vladislava Odonice.
V roce 1285 Kazimír spolu se svými bratry Měškem a Přemkem podpořil biskupa Tomáše v jeho boji s vratislavským knížetem Jindřichem IV. Dne 10. ledna 1289 složil lenní hold českému králi Václavu II.